# Andere Boeg (schip, 1961)
De Andere Boeg is een schip van het varend erfgoed.

## Geschiedenis
- In 1961 werd het schip gebouwd als kustvaarder en vervoerde na de oplevering de gebruikelijke bulkgoederen zoals graan naar bestemmingen als o.a. Denemarken en Noorwegen.
- In 2002 kwam het in de binnenvaart.
- In 2003 vervulde het als vrachtschip een rol in de film ‘De schippers van de Kameleon’
- Tussen 2006 en 2013 werd het schip geheel duurzaam verbouwd tot passagiersschip en werd het schip gebruikt als varende locatie voor trainingen, zakelijke bijeenkomsten en tussen 2012 en 2018 ook voor retraites.

## Verbouwing
Het schip werd verbouwd met afgedankt staal als basis voor de ombouw, de oude motor vervangen door een motor volgens de CCR-2 norm en het aggregaat berekend op minimaal energie verbruik. De warmte van het koelwater van de aggregaat wordt gebruikt voor verwarming van water in de boiler en er wordt buitenboordwater gebruikt voor wasfuncties en het doorspoelen van het toilet. Ook werd er zeer grondig geïsoleerd, waardoor warmteverlies geminimaliseerd is en het schip werd in de gebruiksruimten van vloerverwarming voorzien, wat efficiënter en comfortabeler is dan alleen met radiatoren. De verlichting bestaat geheel uit led-verlichting.

## Ligplaats
Het was vaak te vinden in Gorinchem en Nijmegen. Door het ligplaatsenbeleid van de overheid lukte het niet om een vaste plek voor het schip te krijgen. Begin 2018 is het schip verkocht naar Cornwall in Engeland. Daar wordt het gebruikt voor kinderen die psychische en psychiatrische problemen hebben en op het schip kunnen helen en bijkomen.

## Liggers Scheepmetingsdienst
| Meetnummer | District en volgnr. | Meetdatum     | Meetplaats | Lengte [m] | Breedte [m] | Inzinking [m] | Waterverplaatsing [ton] | Naam      | Eigenaar       | Domicilie   |
| ---------- | ------------------- | ------------- | ---------- | ---------- | ----------- | ------------- | ----------------------- | --------- | -------------- | ----------- |
| G11108N    | Groningen 11108     | 30 mei 1963   | –          | 55,37      | 7,29        | 2,69          | 634,499                 | CORRIE II | J.C.H. de Vrij | Puttershoek |
| R33388N    | Rotterdam 33388     | 17 april 1970 | –          | 55,37      | 7,29        | 3,01          | 706,188                 | CORRIE II | –              | –           |
| GN1499     | Groningen 1499      | 3 juni 1986   | –          | 59,37      | 7,29        | 2,80          | 630.884                 | ROLA      | –              | –           |